# La Tempête qui vient
La Tempête qui vient (titre original : This Storm) est un roman de l'écrivain américain James Ellroy publié en 2019.
Ce roman noir constitue le deuxième titre du Second Quatuor de Los Angeles (après Perfidia (en)).

## Résumé
L'action se déroule essentiellement dans le sud de l'État américain de Californie à Los Angeles, San Diego et Manzanar, et dans le nord de l'État mexicain de Basse-Californie à Tijuana (TJ), Ensenada et La Paz, entre le 30 décembre 1941 et le 8 mai 1942.
L'intrigue valorise surtout des policiers du Los Angeles Police Department (LAPD) en fonction entre Los Angeles et Tijuana, tous plus ou moins drogués et dévorés par des ambitions personnelles : William Parker, Dudley Smith, Elmer Jackson, Joan Conville, Hideo Ashida, dont les enquêtes parallèles, complémentaires et concurrentes s'enchevêtrent et se perturbent.
- William Parker, Whiskey Bill, alcoolique grandiose,
- Dudley Liam Smith, irlandais, frère de James Conroy Smith, arriviste, affairiste, éternel stratège, sans conscience, corrompu, véreux, je vis en communion avec un loup que j'ai rencontré dans la lande britannique en 1921 (p. 467), à la dérive, cafard fasciste,
- Elmer Jackson, inflammable,
- Joan Conville, la Rouquine,
- Hideo Ashida, le chimiste médico-légal expert du LAPD et fin limier, Double Peine, petite tapette malsaine.

Parmi les actions concernées par ces enquêtes  (tout cela n'est qu'une seule et même histoire, en fait (p. 613)) :
- le braquage d'un train gouvernemental en mai 1931, avec vol d'or et évasion de huit prisonniers (dont sept sont abattus, et le septième est Fritz Eckelkamp, alias Meyer Gelb),
- l'incendie de Griffith Park en 1933, où sont morts le frère d'Elmer (Wayne Frank Jackson) et le père de Joan,
- la fête à Brentwood en 1939, où Otto a cru assassiner quelqu'un,
- l'affaire Watanabe, assassinat de quatre individus de la même famille,
- l'affaire du violeur en série, avec Fujio Bambou Shudo, le Loup Garou, psychopathe sexuel, coupable convenable dans l'affaire Watanabe,
- l'exécution de deux policiers véreux du LAPD en 1942, dite l'affaire du Klubhaus,
- le commerce (de drogue) transfrontalier,
- le trafic d'armes, y compris celles saisies et dérobées par des policiers du LAPD,
- le trafic d'êtres humains (prostitué(e)s, immigrants mexicains, Japonais, exilés européens), il va exploiter sa position et leur vendre des sans-papiers à bas prix (p. 463),
- deux massacres de combattants japonais (de la Cinquième colonne), en territoire mexicain,
- les affaires de mœurs des individus des différents milieux,
- la corruption des différents milieux,
- les options idéologiques (klan, America First, coco-facho...), sociales, politiques, religieuses, des différents individus, qui sont autant de moyens de pression...

Le roman comporte six parties :
1. (p. 17) : La Pluie
2. (p. 165) : Hydrate de terpine
3. (p. 399) : Sinarquistas
4. (p. 551) : Manzanar
5. (p. 619) : Realpolitik
6. (p. 687) : Kameraden

## Personnages
Dans le Second Quatuor de Los Angeles, tout comme dans le premier Quatuor de Los Angeles, de nombreux personnages sont récurrents, réels ou fictifs. Une liste alphabétique partielle de quelques pages est fournie en annexe du récit.
- Policiers du Los Angeles Police Department (LAPD) : Hideo Ashida, Lee Blanchard, Mike Breuning, Thad Brown (en) (1902-1970), Dick Carlisle, Lew Collier, Joan W. Conville, James Edgar Davis (1889-1949), Al Goossen, Clémence B. Appelez-moi Jack Horrall (1895-1960), Elmer V. Jackson, George Kapek, Cal Lunce ford Catbox, Turner Buzz Meeks, William H. Parker (1905-1966) (Bill), Ray Pinker, Dudley Liam Smith...
- Policiers américains (hors LAPD) : Eugene Biscailuz (en), Big Bob Boyd, Dr Nort Layman, Ralph D. Melnicht, Wendell Rice, Lew Sarni, Edmund J. Ed le Fed Satterlee, Karl Frederick Tullock, Al Whilhite...
- Policiers mexicains : Jorge Villareal-Caiz, José Vasquez-Cruz, Juan Pimentel...
- Justice : Bill McPherson...
- Politiques américains : Fletcher Bowron (1887-1968), Juan Lazaro-Schmidt,
- Politiques mexicains : Salvador Abascal (1910-2000), Juan Lazaro-Schmidt (gouverneur de Basse-Californie), et l'assassinat de Trotski,
- Médecins : Lin Chung, Ruth Mildred Cressmeyer, Nort Layman, Saul Lesnick, Teey Lux...
- Religieux : archevêque J. J. Cantwell, père Charles Coughlin (1891-1976), Monsignor Joe Hayes, Révérend Martin Luther Mimms, Robert Banzaï Bob Yoshida...
- Personnes du cinéma : Ellen Drew, Billy Eckstine, Barbara Butch Stanwyck (1907-1960), Robert Taylor, Orson Welles (1915-1985)...
- Journalisme : Sid Hudgens...
- Musique : Maestro Otto Klemperer, Magda Koenig, Miklos Koenig, Constanza Lazaro-Schmidt, Loretta McKee, Ruth Szigeti, Sandor Abromowitz, Chuckie Duquesne, Billy Eckstine (1914-1993)...
- Truands japonais de Californie : Kazio Hiroki, Kyoho Hanamaka, Johnny Kimoji Shinura...

## Thématiques
Le roman brasse de très nombreux thèmes liés (en réalité et/ou en fiction) à l'actualité criminelle, sociale, culturelle, politique de cette époque à la frontière occidentale californienne américano-mexicaine :
- drogue : alcools, gnôle, nicotine, cigare, cigarette,marie-jeanne, benzédrine, terpine, cocaïne, héroïne , stupéfiants, psychotropes, mescal, opium, morphine...
- prostitution : dont un réseau co-géré par un policier
- sexualité : peep-show, sex-show, glace sans tain, voyeurisme, caméra, baisodrome, partouze, lupanar, sperme, travestis, homosexualité, fellation, masturbation, sodomie, détournement de mineur, aphrodisiaque, capote, couilles, nouille, queue, bite, livre porno, gigolo, call-girl, bar à tapettes, évadés de la normalité, comportements décadents...
- police : planque, écoute téléphonique, chantage, dénonciation, inspection de routine, embuscade, raid, effraction, contrebande, saisie, arme (dont sel gemme, chevrotine...), mitrailleuse, tenue anti-émeute, scène de crime, brouillage, faux indice, enquêteur falsificateur, bertillonnage, balance, tapissage, violence, passage à tabac, matraques en cuir lestées de plomb, morgue, cabane, assassinat, racket, brigade anti-rouge, trafic de clandestins, fédés infiltrés, indic des fédés, caisse noire, vénalité, policiers capables de piétiner judicieusement l'État de droit (p. 283), aveu obtenu sous la contrainte...
- justice : salle des scellés, effacement de bandes magnétiques, vol ou destruction d'éléments d'enquêtes, mandat de perquisition, citation à comparaître, accusation pour rébellion/etc, jury fantoche, acquittements en masse...
- racisme dans toutes les directions, suprémacisme blanc, casser du Jap, sans-papiers mexicains, les tongs, chinetoques, Mex, cholos...
- politique : élection, provocation, politicards débauchés, malversation, concussion, propagande socialiste, cellule communiste, militants fascistes, nazis, Franklin Déloyal Roosevelt...
- politique et police de temps de guerre : espions, cinquième colonne, entente anti-américaine possible entre communistes et fascistes, totalitarismes, realpolitik, sabotage, lance-flamme, sous-marin, charnier, défense antiaérienne, fausse attaque aérienne et véritable armada d'avions miniatures (avec bombes incendiaires), émeute ...
- engouements politiques suspects des européens réfugiés de guerre : Thomas Mann, Kurt Weill, Bertolt Brecht, Lotte Lenya, Arnold Schönberg, Leni Riefenstahl, exfiltration, réimplantation, disculpation...
- journalisme : les débiles de la presse, les chacals de journalistes (p. 225)...
- musique : jazz, Count Basie, Charlie Parker, Coleman Hawkins, Art Pepper, blue grass, Wagner, Otto Klemperer, Hindemith, partition clandestine de Chostakovitch, Medtner, Richard Strauss (Elektra), Scriabine, Sibelius, Bartok, Rachmaninov, Wilhelm Kempff, Karl Böhm, Wilhelm Fürtwängler...
- peinture : Picasso, Klee, Kandinsky...

## Parmi les personnages féminins remarquables
- Joan Conville, biologiste médico-légale, douée, imprévisible, impérieuse, rusée, dévergondée, la Rouquine, bêcheuse, brutale, la reine de la séduction,
- Claire de Haven, la maîtresse cinglée de Dudley, patricienne, morphinomane, ex-(fausse) communiste, dilettante, en analyse chez Saul Lesnick, la poétesse au destin tragique, mégère camée, la communiste pleine aux as,
- Annie Staples, 1m77 et 68 kg, yeux verts, call-girl, robuste vachère, tout en jambes et en seins,
- Jean Clarice Staley, 33 ans (1909-), peut-être ex-starlette de la Paramount, reptile rouge à plein temps (p. 276, maître-chanteuse, fripouille, amante de Meyer Gelb, épouse de Ralph D. Barr,
- Ann Shéridan,
- Andrea Lesnick, fille de Saul Lesnick, communiste, haranguer, gesticuler et cancaner,
- Elisabeth Short (Beth), 18 ans, bâtarde préférée de Dudley, de l'Affaire du Dahlia noir,
- Joan Klein, 15 ans, sauvageonne, moulin à paroles, extraordinaire pauvresse juive abandonnée (p. 143, la protégée et fausse fille de Claire,
- Brenda, confidente de Jack, co-gérante avec Elmer d'une maison de passe, de trente-quatre call-girls,
- Ellen Drew,ex-starlette,
- Katherine Kay Lake, née en 1920, avec Big Lee Blanchard, luthérienne des prairies, la Sirène de la police, la provocatrice polyvalente, celle qui lamine les hommes (p. 152, guidée au piano par le bon Otto,
- Constanza Lazaro-Schmidt, sœur du gouverneur de Basse-Californie, amante de Dudley,
- Ruth Szigeti, musicienne hongroise exilée, frivole, électrisante...

## Style
Le style ellroyen actuel est toujours nerveux et électrique, en traduction française : phrases courtes au présent de l'indicatif, presque sans aucune subordination, dont beaucoup de phrases nominales sans verbe : La déco dégueu et gueularde (p. 278), Ses pensées boomeranguent (p. 565). Un dernier truc le turlupine (p. 585).
Chacun des policiers, au gré des chapitres, conserve son propre style tendu, correspondant à son vécu antérieur et à son avancée dans ses investigations, jamais dans le style rapport de police, toujours dans la façon toutes les nouvelles impropres à la publication (p. 260 : chacun surveille l'autre, le manipule, l'exploite si possible. Joan Conville et Kay Lake tiennent chacune un journal qui donné un éclairage différent sur les événements. Comment traiter toute ellipse narrative importante (p. 648) ?
Le titre provient d'un poème de W. H. Auden (1907-1973), et résonne comme la prophétie de la catastrophe à venir, apparemment proférée par le personnage Meyer Gelb à certaine époque, retenue par Joan : la tempête / qui vient / ce / désastre / qui ensauvage / la pluie / l'or / le feu / tout ça / une seule / et même / histoire.

## Accueil
Le lectorat francophone est globalement enthousiaste : « Coup de tonnerre », « Toujours plus sombre », et apprécie la vraisemblance de la documentation : « Alchimiste des mots, trafiquant du réel ».